# Gamla Montréal

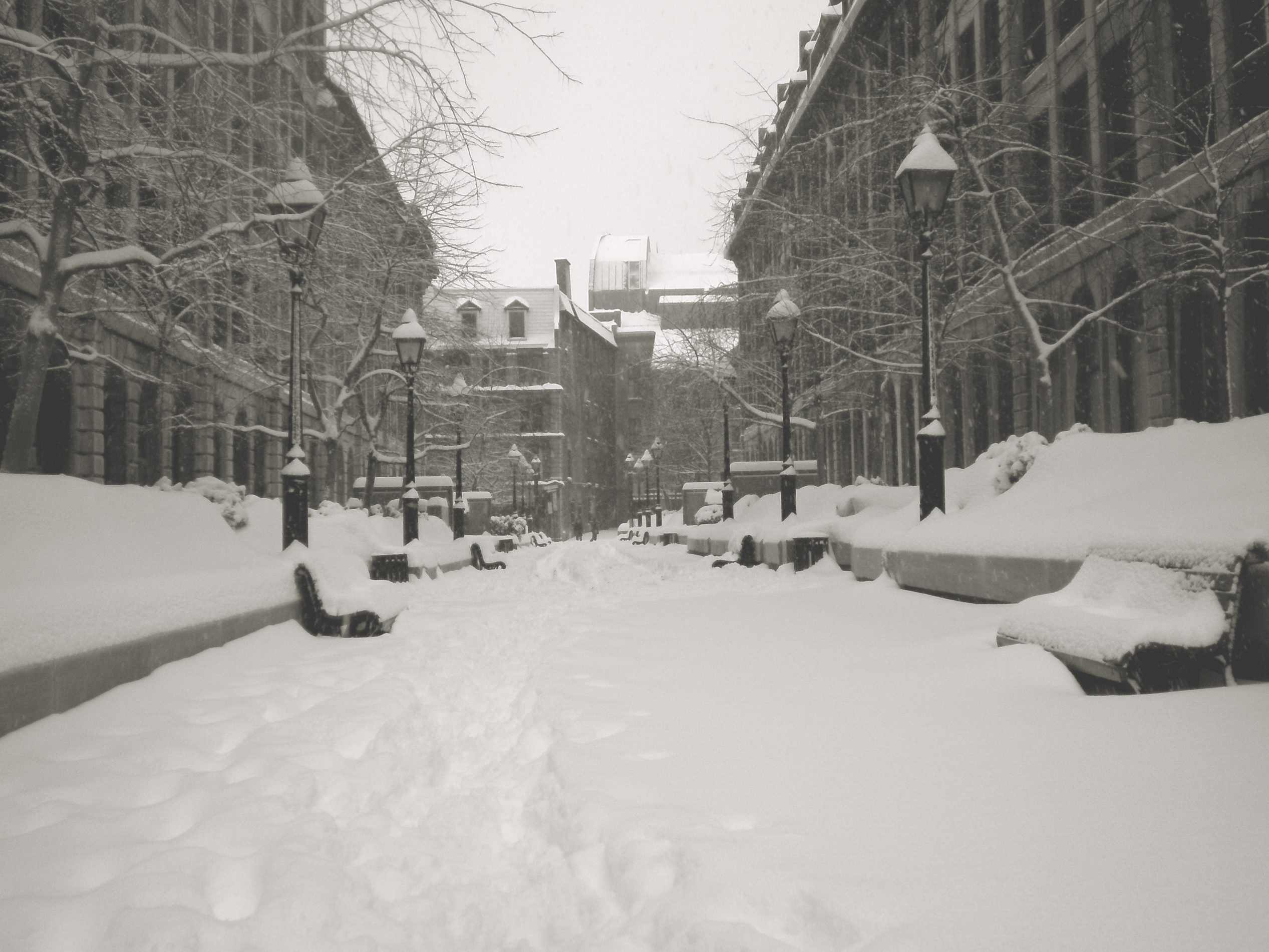
Gamla Montréal i december 2007

Gamla Montréal  (franska: Vieux-Montréal, engelska: Old Montreal) är den äldsta stadsdelen i Montréal i Québecprovinsen i Kanada. Större delen av Gamla Montréal förklarades 1964 som historiskt distrikt av Québecs kulturministerium.
Gamla Montréal har 4 531 invånare (2011)